# Téa Stilton

Téa Stilton (ou Thea Stilton) est le titre d'une série de livres pour enfants originaire d'Italie et de l’héroïne éponyme de cette série.
Elle est publiée en français par les éditions Albin Michel Jeunesse et les éditions Origo (pour les bandes dessinées). La version originale est produite chez Edizioni Piemme de Milan. Cette série est destinée aux enfants de 9 à 12 ans. Mais malgré l'âge à laquelle est destinée cette série de romans, de nombreuses jeunes adolescentes lisent ces romans. Les livres sont traduits en plusieurs langues pour s'adresser à plusieurs nationalités. 
C'est un produit dérivé en 2006 de la série Geronimo Stilton qui paraît depuis 2002 chez les mêmes éditeurs.

## Lieu
Au tout début des ouvrages, cela se passe à Sourisia, la ville des Souris ; c'est uniquement par la suite que les aventures aux quatre coins du globe surviennent.

## Personnages Principaux
- Téa Stilton : la jeune sœur de Geronimo Stilton, elle est sportive et dynamique et c'est pour cette raison qu'elle est l'envoyée spéciale de L'Echo du rongeur. C'est une photographe hors pair toujours à la recherche de scoops. Elle a une moto, pilote un avion, adore les courses de voitures, saute en parachute, est ceinture noire en karaté et donne des cours de survie. Il y a aussi d'autres personnages principaux ; ce sont 5 filles (Les Tea Sisters ou Sœurs Téa) avec qui elle partage ses aventures :
- Colette : elle est française, étudie à Raxford et suit les cours de Téa ; elle adore la couleur rose et aimerait devenir journaliste de mode. C'est une jeune fille entreprenante, mais souvent en retard, car elle passe beaucoup de temps à se pomponner. Dans "Mystère à Paris", il est dit que ses parents habitent dans le sud de la France et qu'elle a une chambre dans l'appartement d'une vieille amie. Colette est blonde et elle a les yeux bleus.
- Paulina : elle est péruvienne, étudie à Raxford et suit les cours de Téa ; elle est très douée en informatique. Elle est timide, mais a un grand cœur et adore sa petite sœur Maria. On apprend dans "La Cité secrète" qu'elle a perdu ses parents et qu'elle est très attachée à un vieux professeur et à son fils archéologue. Paulina est très sensible et est même attirée par Vik même si lui ne s'intéresse pas à elle. Paulina est brune avec des yeux noirs.
- Nicky : elle est australienne, étudie à Raxford et suit les cours de Téa ; elle est très écologiste. Elle est toujours de bonne humeur, mais ne tient pas en place et est notamment claustrophobe. Elle fait partie de l'association écologiste "Les Souris Bleues" et y a rencontré Paulina avant de venir à Raxford. Nicky est rousse avec des yeux verts.
- Paméla : elle est tanzanienne, étudie à Raxford et suit les cours de Téa ; elle aimerait devenir journaliste sportive ou mécano et c'est le garçon manqué du groupe. Elle est pacifiste, mais très impulsive. Pamela est très gourmande et adore la pizza . Elle a la phobie des insectes et elle a 9 frères et sœurs. Vic et Shen ont tous les deux le béguin pour elle. Pamela a les cheveux frisés marron et les yeux brun foncés.
- Violet : elle est chinoise, étudie à Raxford et suit les cours de Téa ; elle voudrait devenir violoniste. Elle est très perfectionniste mais aussi susceptible. Elle souffre du fait qu'elle ne voit pas souvent ses parents, un chef d'orchestre et une cantatrice renommée. Elle est aussi quelqu'un de timide, surtout en amour. Violet a les cheveux noirs et les yeux noir-violet.

## Personnages secondaires
Les personnages secondaires de la série Téa Stilton n'apparaissent généralement que dans un ou deux tomes. Mais la série Le collège de Raxford apporte son lot de personnages récurrents :
- Vanilla de Vissen : Vanilla est la principale antagoniste des aventures des Téa Sisters dans leur collège. Issue d'une famille riche, elle est gâtée et capricieuse. Elle a horreur de se faire surpasser dans une matière et de passer inaperçue et elle passe son temps à mettre de bâtons dans les roues des Téa Sisters. Vanilla a des cheveux roux foncés et des yeux verts.
- Vik de Vissen : Il est le frère jumeau de Vanilla mais ils ne se ressemblent guère. Vik aime passer inaperçu et, dans Téa Sisters contre Vanilla girls, il est décrit comme étant mystérieux et peu apprécié. Néanmoins, il se fait rapidement des amis et devient président du club des lézard verts. Bien qu'il le cache, il est sensible et romantique et est doué pour les arts (danse, chant, théâtre et guitare). C'est un grand ami des Téa Sisters. Il flirte constamment avec Paméla. Vik a des cheveux bruns et des yeux verts.
- Tanja : C'est une amie des Téa Sisters et leur compagne de chambre. Elle est la rédactrice en chef du journal du collège. Elle fait partie du club d'athlétisme, joue de la guitare, fait très bien la cuisine et adore faire des costumes. Tanja est aussi très amoureuse de Vik depuis qu'il est arrivé au collège. Tanja a des cheveux blonds bouclés et des yeux bleu-vert.
- Shen : C'est un ami des Téa Sisters. Il est timide, sensible, intellectuel et amoureux de Pamela. Il est souvent vu avec Craig. Il a les cheveux bruns et porte des lunettes.
- Craig : Un autre ami des Téa Sisters. Il est gentil, mais pas toujours très malin, et a tendance à se servir plus de ses muscles que de sa cervelle. Au fond, il est timide et n'aime pas se mettre en avant. Pas mal de filles du collège sont amoureuses de lui. Craig a les cheveux et les yeux bruns.
- Connie, Alicia et Zoé : Ce sont les acolytes de Vanilla, elles forment avec elle le groupe des Vanilla Girls. Elles suivent toujours Vanilla dans ses projets. Alicia est la plus écervelée des trois, elle est souvent « à côté de la plaque » ; de plus elle est horriblement bavarde. Ses cheveux sont blonds et raides et a des yeux verts. Zoé n'est pas très maligne non plus, et tombe constamment amoureuse de divers garçons du collège. Selon Colette, elle s'y connaît en mode. Ses cheveux et ses yeux sont violets foncés. Contrairement aux deux autres, Connie est très intelligente ; insensible, elle est assez sournoise (bien que pas autant que Vanilla). Connie a les cheveux noirs très courts et des yeux sombres.
- Elly : Elly a 16 ans et est étudiante au collège de Raxford et amie des Téa Sisters. On apprend dans Rock à Raxford qu'Elly a plusieurs sœurs (dont Marina). On apprend aussi qu'Elly vit sur l'Île des Baleines et qu'elle étudie au collège grâce à une bourse d'études. De temps en temps, sa petite sœur vient lui rendre visite. On connaît une information de ses deux parents : son père est un passionné de batterie et sa mère a la même couleur de cheveux que sa fille. On apprend dans Le code du dragon qu'elle est pêcheuse. Elle est née le dimanche 13 février 2005. Dans la BD Le secret de l'Île des Baleines, on peut voir ses parents déposer leur fille au port.

## Le collège de Raxford
1. Téa Sisters contre Vanilla Girls
2. Le Journal intime de Colette
3. Vent de panique à Raxford
4. Les Reines de la danse
5. Un projet top secret !
6. Cinq amies pour un spectacle
7. Rock à Raxford
8. L'Invitée mystérieuse
9. Une lettre d'amour bien mystérieuse
10. Une princesse sur la glace
11. Deux stars au collège
12. Top modèle pour un jour
13. Le Sauvetage des bébés tortues
14. Le Concours de poésie
15. La Recette de l'amitié
16. Un prince incognito
17. Le Fantôme de Castel Faucon
18. Que la meilleure gagne
19. Un mariage de rêve
20. Passion vétérinaire
21. Le Concert du cœur
22. Objectif mode
23. Le Trésor des dauphins bleus
24. Leçon de beauté
25. Les Reines de la glisse
26. Un amour de cheval
27. Passion styliste
28. Cinq amies sur le terrain
29. Un chiot a la maison
30. Une pâtisserie de rêve
31. Le Concours de danse
32. Une régate entre amies
33. Le Spectacle magique des couleurs
34. Passion équitation

### Téa Sisters
1. Le Code du dragon
2. Le Mystère de la montagne rouge
3. La Cité secrète
4. Mystère à Paris
5. Le Vaisseau fantôme
6. New York New York !
7. Le Trésor sous la glace
8. Destination étoiles
9. La Disparue du clan MacMouse
10. Le Secret des marionnettes japonaises
11. La Piste du scarabée bleu
12. L'Émeraude du prince indien
13. Vol dans l'Orient-Express
14. Menace en coulisses
15. Opération Hawaï
16. Académie flamenco
17. À la recherche du bébé lion
18. Le Secret de la tulipe noire
19. Une cascade de chocolat
20. Les Secrets de l'Olympe
21. Championnes à la cour du tsar
22. Camping à Madagascar
23. Carnaval à Venise
24. Coup de théâtre à Londres
25. Les Secrets du jardin chinois

## Hors séries
- Le Prince de l'Atlantide
- Petits et grands secrets des Téa Sisters

### Hors séries: Le Secret des fées…
1. Le Secret des fées du lac
2. Le Secret des fleurs de lotus
3. Le Secret des fées des nuages
4. Le Secret des fées des océans
5. Le Secret des fées des fleurs

### Hors séries: Les Trésors perdus
1. À la recherche du trésor perdu
2. Le Joyau de la reine

### Hors séries: Detective Sisters
1. L’Affaire du carnet secret
2. L’Énigme du bracelet

## Romans: Les Princesses du royaume de la fantaisie
1. Princesse des glaces
2. Princesse des coraux
3. Princesse du désert
4. Princesse des forêts
5. Princesse de la nuit
6. La Reine des songes

## Romans: Les Sorcières grises
1. Sorcière des mers
2. Sorcières des flammes
3. Sorcière du Son
4. Sorcière des tempêtes
5. Sorcière de la cendre
6. Sorcière de l'air
7. La sorcière des sorcières

## Bandes dessinées (éditions Glénat)
1. Le Secret de l'île des Baleines
2. La Revanche du club des salamandres
3. Le Trésor du bateau viking
4. En attendant la vague géante
5. Le Secret de la chute dans les bois